# Котени (Олт)
Котени (рум. Coteni) насеље је у Румунији у округу Олт у општини Обаршија. Oпштина се налази на надморској висини од 82 m.

## Становништво
Према подацима из 2002. године у насељу је живело 271 становника, од којих су сви румунске националности.